# Dipylontårnet på Carlsberg
Dipylontårnet på Carlsberg eller Dipylon (græsk for dobbeltport) er porten til Ny Carlsberg fra Vesterbro. Porten er tegnet af Vilhelm Dahlerup og opført 1892, den består af to gennemkørsler med klokketårn ovenover.  Facaderne er dekorerede, og på portens inderside finder man øverst et persongalleri, der bl.a. tæller Carl Jacobsen, hans hustru og søn, arkitekten, murermesteren og en bryggeriarbejder. Øverst er der et ur og et klokkespil. Bygningen er fredet.
- Portens inderside med persongalleri
- Ur med klokkere